# Donje Čičevo
Donje Čičevo (en serbe cyrillique : Доње Чичево) est un village de Bosnie-Herzégovine. Il est situé sur le territoire de la ville de Trebinje et dans la république serbe de Bosnie. Selon les premiers résultats du recensement bosnien de 2013, il compte 539 habitants.

## Géographie
Le village est situé au sud de Trebinje. Il est entouré par les localités suivantes :
|        | Todorići     |               |
| Bihovo | Donje Čičevo | Gornje Čičevo |
|        | Rasovac      |               |

## Démographie

### Évolution historique de la population dans la localité
| 1948 | 1953 | 1961 | 1971 | 1981 | 1991 | 2013 |
| ---- | ---- | ---- | ---- | ---- | ---- | ---- |
| -    | -    | 184  | 176  | 206  | 258  | 539  |

|  |